# Collegianti
I collegianti (in latino  collegiani, in olandese collegianten) erano gli appartenenti ad una setta religiosa nata nel 1619, fondata da arminiani e anabattisti nei Paesi Bassi. Erano chiamati così dal nome dei loro incontri, i colleges, che si svolgevano la prima domenica di ogni mese. Durante gli incontri tutti avevano la stessa libertà di esporre le scritture, di pregare ecc.

## Storia
La pratica cominciò nel 1619: dopo il sinodo di Dordrecht, tre fratelli di Warmond, Gijsbert, Jan Jacobsz e Adriaen van der Kodde (o Codde), decisero di celebrare le funzioni religiose per conto loro.  La setta all'inizio era un rifugio dalle aspre controversie tra calvinisti e arminiani di quel periodo. Il nome collegianti deriva dall'abitudine di chiamare le loro comunità collegi, come facevano anche Spener e i pietisti di Germania.
Il primo luogo di riunione fu nel villaggio di Warmond, nella casa di uno dei fratelli, ma presto i collegianti stabilirono il loro quartier generale a Rijnsburg, un villaggio vicino a Leida, e per questo furono chiamati i  rijnsburgers (in olandese: rijnsburger collegianten).
Esistevano grandi comunità di collegianti anche in altri posti, per esempio ad Amsterdam e Hoorn. Ad Amsterdam i collegianti gestivano un orfanotrofio, "De Oranje Appel", dove crebbe la scrittrice olandese Aagje Deken. A Rijnsburg i collegianti avevano un quartier generale nella zona di Kwakelsteeg, oggi noto come Grote Huis (grande casa).
Sin dall'inizio il loro principio era stato quello di accogliere nella loro società tutte le persone che riconoscessero la Bibbia come scrittura ispirata e l'assumessero come guida della vita cristiana. Non c'era però una confessione di fede ed era permessa la massima diversità di opinione. Le loro funzioni religiose consistevano in incontri di preghiera che si svolgevano il mercoledì e la domenica, durante i quali qualunque membro della comunità poteva pregare ed esporre la scrittura. Tra di loro non c'era un ministro ufficiale. I collegianti riconoscevano la necessità del battesimo, che amministravano per immersione, e due volte l'anno partecipavano a un incontro sacramentale che durava vari giorni, simile a quelli dei presbiteriani scozzesi.

## Spinoza
Baruch Spinoza aderì ai gruppi di studio dei collegianti quando viveva vicino a Leida (dal 1660 al 1663). In questo periodo cominciò a lavorare alla sua opera più importante, l'Ethica. Alla fine del XVII secolo, le opinioni di Spinoza avevano causato una temporanea divisione dei membri in due partiti, con luoghi di riunione separati. Il leader del partito spinoziano era Johannes Bredenburg, un mercante di Rotterdam, e il suo oppositore era un libraio di Amsterdam, Francis Couper, che acquistò una certa fama con un libro scritto contro Bredenburg, intitolato Arcana Atheismi detecta ("I segreti dell'ateismo rivelati") - Couper era anche l'editore della Bibliotheca Fratrum Polonorum seu Unitariorum. I due partiti si riunirono alla morte di Bredenburg e Couper e nel XVIII secolo attrassero verso la loro società molti membri di altre sette. Alla fine del XIX secolo avevano ancora una certa importanza nei Paesi Bassi e nello stato di Hannover. L'influenza della setta si vede ancora oggi nella moderna Rijnsburg, dove una strada è dedicata ai collegianti, la Collegiantenstraat.
Secondo Wiep van Bunge, i Collegianti fecero propria una varietà di teorie spiritualiste e millennariste della Chiesa riformata, estranee a Spinoza, di cui condizionarono il pensiero politico piuttosto che quello teologico.